# Résolution 981 du Conseil de sécurité des Nations unies
Membres permanents
- Chine
- États-Unis
- France
- Royaume-Uni
- Russie

Membres non permanents
- Allemagne
- Argentine
- Botswana
- Honduras
- Indonésie
- Italie
- Nigéria
- Oman
- République tchèque
- Rwanda

Résolution no 980 Résolution no 982
La résolution 981 du Conseil de sécurité des Nations unies, adoptée à l'unanimité le 31 mars 1995, après avoir réaffirmé toutes les résolutions sur la situation dans l'ex-Yougoslavie, a créé l'Opération des Nations unies pour le rétablissement de la confiance en Croatie (ONURC) pour une période se terminant le 30 novembre 1995. 
Le Conseil de sécurité souhaitait une solution négociée aux conflits en ex-Yougoslavie. L'un de ces conflits s'est produit en Croatie avec les Serbes de ce pays. Des volets importants du plan de paix des Nations unies pour la Croatie doivent encore être mis en œuvre, notamment la démobilisation dans les zones serbes, le retour de tous les réfugiés et la création d'une force de police, en plus des dispositions des résolutions 871 (1993) et 947 (1994).
Il a été noté que le mandat actuel de la Force de protection des Nations unies (FORPRONU) en Croatie devait expirer le 31 mars 1995, et qu'une demande du Gouvernement croate sollicitait la création d'une force de maintien de la paix dans le pays. Le respect des droits de l'homme a été souligné comme une étape essentielle vers la paix. La sécurité et la liberté de mouvement de la FORPRONU devaient être garanties.
Agissant en vertu du chapitre VII de la Charte des Nations unies, le Conseil créa l'ONURC avec 7 000 personnes pour une période allant jusqu'au 30 novembre 1995, avec le mandat suivant: 
a) exercer des fonctions dans le cadre de l'accord de cessez-le-feu entre le gouvernement croate et les Serbes de Croatie ;
b) contribuer à la mise en œuvre de l'accord économique ;
c) contribuer à la mise en œuvre des résolutions du Conseil de sécurité ;
d) surveiller la frontière entre la Croatie et la Bosnie-Herzégovine et la Croatie et la République fédérale de Yougoslavie (Serbie et Monténégro) ;
e) contribuer à l'acheminement de l'aide humanitaire vers la Bosnie-Herzégovine via la Croatie ;
f) surveiller la démobilisation de la péninsule de Prevlaka ;
Le secrétaire général Boutros Boutros-Ghali a été prié de faire rapport au plus tard le 21 avril 1995 sur la mise en œuvre de ce mandat Il était en outre tenu de rendre compte tous les quatre mois du mandat et de la mise en œuvre des accords. L'ONURC devait créer les conditions permettant de parvenir à un accord, tandis que les États membres étaient autorisés à fournir un appui aérien à l'opération de maintien de la paix. Les parties, pour leur part, étaient responsables de la sécurité du personnel des Nations unies et de trouver une solution pacifique à leur différend.
Enfin, il a été demandé à la Croatie de signer un accord sur le statut des forces et de fournir gratuitement des fréquences de radiodiffusion et des créneaux de télévision appropriés pour les Nations unies.
Le même jour, le Conseil a également créé la Force de déploiement préventif des Nations unies en Macédoine dans la résolution 983.

## Voir également
- Dislocation de la Yougoslavie
- Guerre de Croatie
- Opération Tempête
- Guerres de Yougoslavie